# قاي هوفمان (لاعب كرة قاعدة)
قاي هوفمان (بالإنجليزية: Guy Hoffman)‏ هو لاعب كرة قاعدة أمريكي، ولد في 9 يوليو 1956 في أوتاوا في كندا.

## وصلات خارجية
- قاي هوفمان على موقع الدوري الياباني لكرة القاعدة (الإنجليزية)
- قاي هوفمان على موقعبيزبول رفرنس.كوم (الدوري الرئيسي) (الإنجليزية)
- قاي هوفمان على موقعبيزبول رفرنس.كوم (الدوري الثانوي) (الإنجليزية)